# Eidgenössische Volksabstimmung über ein Massnahmenpaket zugunsten der Medien

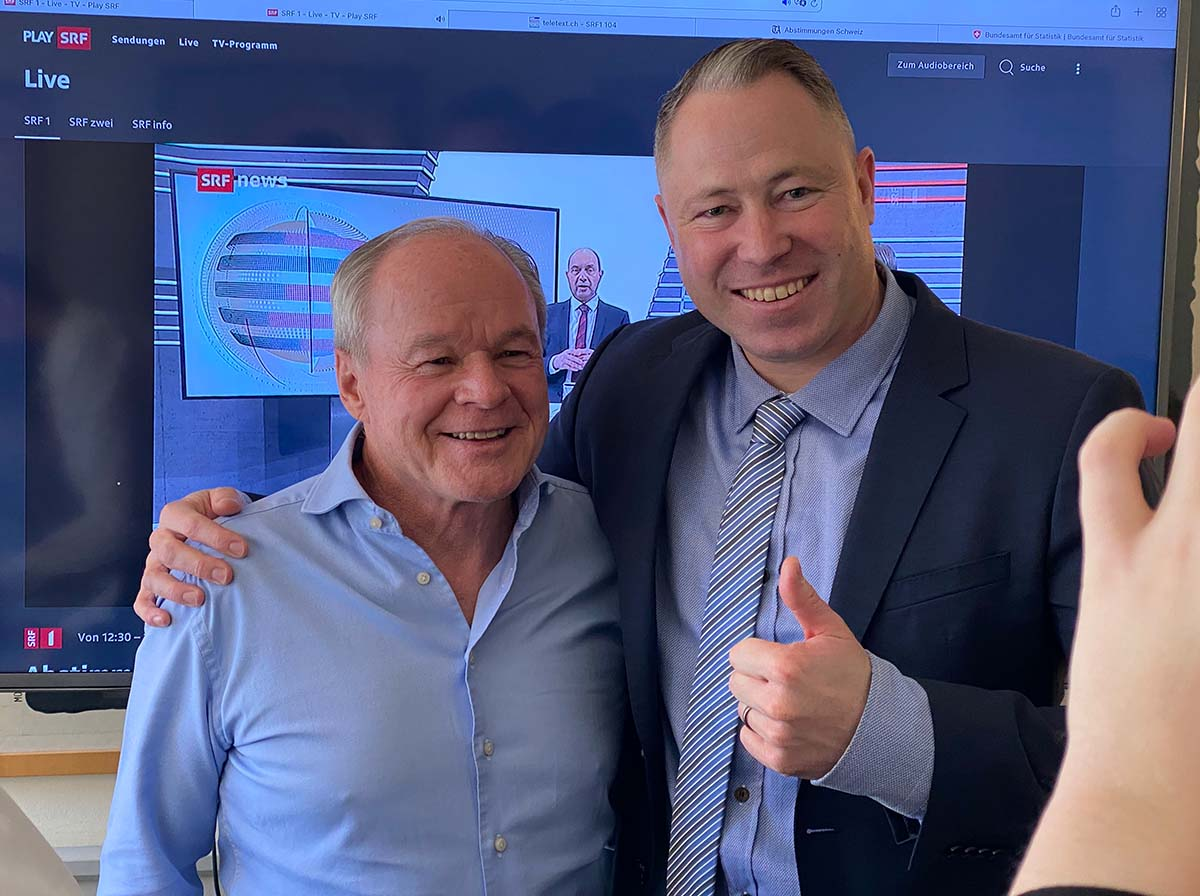
Bruno Hug und Philipp Gut waren vom Nein-Komitee an der Abstimmungsfeier

Das Referendum zum Bundesgesetz über ein Massnahmenpaket zugunsten der Medien, das auch kurz Referendum zum Medienpaket genannt wurde, war ein fakultatives Referendum, das von Exponenten der SVP, FDP und Der Mitte ergriffen wurde. Das Referendum wurde am 6. Oktober 2021 eingereicht und mit 64'443 gültigen Unterschriften von der schweizerischen Bundeskanzlei für gültig erklärt. Am 13. Oktober 2021 entschied der Bundesrat, die Vorlage am 13. Februar 2022 dem Volk zur Abstimmung zu unterbreiten. Da bei dieser Abstimmung über ein Bundesgesetz entschieden wird, braucht es für die Annahme nur die Mehrheit der Volksstimmen – das Ständemehr muss nicht erreicht werden (Art. 141 BV). Die Vorlage wurde in der Volksabstimmung mit 54,56 % Nein-Stimmen bei einer Stimmbeteiligung von 54,7 % abgelehnt.

## Hintergrund und Ausgangslage
Seit Jahren lässt sich ein Strukturwandel bei den Medien verzeichnen. Im Zuge der Digitalisierung haben sich die Medien für Informationsbeschaffung stark verändert. Während im Jahre 2009 noch 9,2 Millionen Exemplare von Zeitungsauflagen produziert wurden, waren es zehn Jahre später noch 5,2 Millionen. Zudem halbierten sich die Werbeeinnahmen der Presse im Jahre 2018 im Vergleich zu 2009. Diese fehlenden Einnahmen lassen sich auch nicht durch die steigende digitale Mediennutzung kompensieren, weil der Ertrag eines Print-Abonnements deutlich höher ist als der eines Online-Abonnements. Eine Expertise der Eidgenössischen Medienkommission (EMEK) kommt gar zum Schluss, dass sich ein gesellschaftlich relevanter Online-Journalismus auch zukünftig nicht durch Bezahlmärkte und Werbeanzeigen refinanzieren lasse. Die fehlenden Einnahmen führen zu Abbaumassnahmen in Redaktionen, wodurch vor allem die regionale Berichterstattung über nationale und internationale Geschehnisse Schaden nimmt. Zugleich profitieren viele Medienhäuser nicht von der Nutzungsverlagerung auf Online-Medien, da die dort eingenommenen Werbegelder an ausländische Anbieter fliessen.

## Entstehung des Gesetzes
Der Bundesrat unterbreitete der Bundesversammlung am 29. April 2020 seine Botschaft zum Massnahmenpaket zugunsten der Medien. Der Gesetzesentwurf wurde von den Eidgenössischen Räten intensiv diskutiert und am 18. Juni 2021 vom Nationalrat mit 115 zu 75 Stimmen bei 6 Enthaltungen und vom Ständerat mit 28 zu 10 Stimmen bei 6 Enthaltungen mit einigen Änderungen angenommen. Im Nationalrat stimmten die geschlossenen Fraktionen der SP und der Grünen, Mehrheiten der Grünliberalen und der Mitte sowie die Hälfte der FDP.Die Liberalen für das Gesetz. Die geschlossene Fraktion der SVP, die andere Hälfte der FDP.Die Liberalen und Minderheiten der Grünliberalen und der Mitte lehnten das Gesetz ab.

## Inhalt des Bundesgesetzes
Das Bundesgesetz enthielt die folgenden wesentlichen Neuerungen:
- Die Zustellung von Zeitungen wird neu mit 50 Millionen anstelle von 30 Millionen jährlich unterstützt;
- die Früh- und Sonntagszustellung von Zeitungen wird mit 40 Millionen jährlich gefördert;
- Vereins- und Verbandszeitschriften (WWF, Publikationen von Kirchen etc.) werden neu mit 30 Millionen anstelle von 20 Millionen subventioniert;
- Online-Medien werden mit 30 Millionen pro Jahr unterstützt. Gratisangebote zählen hierzu nicht, sondern nur Medien, die von der Leserschaft mitfinanziert werden;
- die Aus- und Weiterbildung von Journalisten wird mit maximal 23 Millionen jährlich subventioniert.

Die Zustellungsvergünstigung und die Förderung von Online-Medien sind auf sieben Jahre begrenzt und werden aus den bereits bestehenden Radio- und Fernsehabgaben und dem allgemeinen Bundeshaushalt finanziert. Zugleich wird die Förderung so ausgestaltet, dass die Behörden keinen Einfluss auf die Inhalte der Artikel haben. Kriterien für die Förderung bestehen trotzdem, insbesondere müssen die Medien eine breite Palette an Angeboten vorweisen können und klar zwischen Werbung und redaktioneller Arbeit trennen.

## Unterstützung
Das Referendum wurde unter anderem von folgenden Exponenten unterstützt:
- Philipp Kutter (Die Mitte)
- Benedikt Würth (Die Mitte)
- Ruedi Noser (FDP)
- Gregor Rutz (SVP)
- Gerhard Pfister (Die Mitte, Parteipräsident)
- Jürg Grossen (GLP, Parteipräsident)
- Thierry Burkart (FDP, Parteipräsident)
- Marco Chiesa (SVP, damaliger Parteipräsident)[7]

Folgende Organisationen unterstützten das Referendum:
- Journalisten Komitee «Freie Medien»
- SVP Schweiz
- Junge SVP
- FDP Schweiz
- JFS
- Junge Mitte
- Bund der Steuerzahler
- Schweizerischer Gewerbeverband
- Economiesuisse
- Verband Schweizer Online-Medien
- Schweizerische Baumeisterverband[8]

## Argumente

### Argumente des Referendumskomitees
Das Referendumskomitee war der Ansicht, dass Medien schon genug Subventionen bekämen. Einerseits profitierten vor allem die grossen Verlage wie die Tages-Anzeiger-Gruppe, Ringier, CH Media oder Hersant Média. Diese hätten die Subventionen überhaupt nicht nötig. Zudem bekämen sowohl die grossen als auch die kleineren Verlage schon sehr viel Unterstützung, denn die geplanten Subventionen seien ja nicht die einzige Förderung, die private Medienhäuser erhalten: Jährlich werden sie für ihre Radio- und TV-Stationen pro Jahr mit 81 Mio. Franken subventioniert. Dazu kommen noch ca. 130 Millionen dank der reduzierten Mehrwertsteuer. Addiert man die bisherigen Subventionen mit den neu geplanten 178 Millionen, so sollen die Medien insgesamt jährlich fast 400 Millionen erhalten. Ferner schliesse der Staat mit dem neuen Medienmassnahmenpaket Normalverdienende und Junge aus, die sich kein teures Abonnement leisten können. Denn mit dem neuen Bundesgesetz werden, wie das Referendumskomitee meinte, willkürlich keine Gratis-Medien unterstützt. Dies sei unsozial und diskriminierend und habe noch den Effekt, dass es «die schädlichen Medien-Monopole» weiter zentriere und der Innovation somit Steine in den Weg lege. Nebst ökonomischen und sozialen Argumenten hatten die Gegner des Medienpakets auch demokratiepolitische sowie juristische Bedenken: In einer (direkten) Demokratie müssen die Medien – in diesem Kontext auch als «4. Gewalt», neben der Legislative, Exekutive und Judikative, bezeichnet – den Staat kontrollieren und ihm kritisch über die Schulter schauen. Dies sei gefährdet, wenn der Staat die Medien «füttert», und werde sogar umgekehrt: Der Staat schaue nun den Medien auf die Finger. Zudem verstosse das Medienmassnahmenpaket direkt gegen die Verfassung, namentlich gegen Art. 93.

### Argumente von Bundesrat und Parlament
Für Bundesrat und Parlament sind die Medien von grosser demokratiepolitischer Relevanz. Viele seien aber in einer schwierigen finanziellen Situation, und ohne ein Eingreifen durch den Staat verschwänden immer mehr, insbesondere kleine Verlage, die jedoch die regionalen, politischen, sozialen und wirtschaftlichen Geschehnisse abdecken. Für die Demokratie sei dies schädlich, weil der Bevölkerung wichtige Informationen fehlten, die notwendig sind, damit das Volk den Behörden auf die Finger schauen könne. Mit der Vorlage werde dafür gesorgt, dass diese Berichterstattung in allen Landesteilen und somit auch die Kontrolle staatlichen Handelns gewährleistet ist. Zugleich werde den unterschiedlichen Wegen der Informationsbeschaffung in der Bevölkerung Rechnung getragen: Es profitiert, wer Zeitung liest, aber auch wer sich im Internet informiert, Radio hört oder fernsieht. Und in einer Welt, in der internationale Internetplattformen immer mehr Einfluss auf die Meinungsbildung haben, seien die bewährten Medien (Radio, Fernsehen, (Online-)Zeitungen etc.) immer wichtiger, die sich noch dazu an journalistische Standards zu halten haben, was für die Plattformen nicht gilt.

## Meinungsumfragen
| Institut  | Auftraggeber | Datum                              | Befragte | Ja | Eher Ja | Unentschieden Keine Antwort | Eher Nein | Nein |
| --------- | ------------ | ---------------------------------- | -------- | -- | ------- | --------------------------- | --------- | ---- |
| LeeWas    | Tamedia      | 3. Januar – 4. Januar 2022         | 13'120   | 26 | 16      | 7                           | 11        | 40   |
| gfs. Bern | SRG SSR      | 17. Dezember 2021 – 3. Januar 2022 | 8819     | 22 | 26      | 4                           | 22        | 26   |
| LeeWas    | Tamedia      | 3. Januar – 4. Januar 2022         | 13’342   | 28 | 11      | 4                           | 8         | 49   |
| LeeWas    | Tamedia      | 27. Januar – 28. Januar 2022       | 13’342   | 36 | 6       | 2                           | 5         | 56   |

Bemerkungen: Angaben in Prozent. 

## Volksabstimmung

### Abstimmungsfrage
Die Abstimmungsfrage lautete: «Wollen Sie das Bundesgesetz vom 18. Juni 2021 über ein Massnahmenpaket zugunsten der Medien annehmen?»

### Parteipositionen
Die GLP, die SP, die EVP, die Grünen und Die Mitte beschlossen die Ja-Parole zur Vorlage; die FDP, die SVP und die EDU die Nein-Parole.

### Ergebnisse
Stände Ja: Uri, Freiburg, Basel-Stadt, Waadt, Neuenburg, Jura, Genf
| Kanton                           | Ja (%)  | Nein (%) | Beteiligung (%) |
| -------------------------------- | ------- | -------- | --------------- |
| Zürich                           | 45,30 % | 54,70 %  | 47,47 %         |
| Bern                             | 41,99 % | 58,01 %  | 45,46 %         |
| Luzern                           | 44,97 % | 55,03 %  | 45,89 %         |
| Uri                              | 50,53 % | 49,47 %  | 37,64 %         |
| Schwyz                           | 33,86 % | 66,14 %  | 47,47 %         |
| Obwalden                         | 37,19 % | 62,81 %  | 46,75 %         |
| Nidwalden                        | 38,79 % | 61,21 %  | 48,18 %         |
| Glarus                           | 40,81 % | 59,19 %  | 44,23 %         |
| Zug                              | 39,85 % | 60,15 %  | 50,60 %         |
| Freiburg                         | 57,41 % | 42,59 %  | 33,89 %         |
| Solothurn                        | 39,83 % | 60,17 %  | 41,93 %         |
| Basel-Stadt                      | 55,26 % | 44,74 %  | 48,62 %         |
| Basel-Landschaft                 | 44,39 % | 55,61 %  | 43,77 %         |
| Schaffhausen                     | 38,45 % | 61,55 %  | 66,09 %         |
| Appenzell Ausserrhoden           | 36,01 % | 63,99 %  | 46,41 %         |
| Appenzell Innerrhoden            | 33,60 % | 66,40 %  | 40,16 %         |
| St. Gallen                       | 35,60 % | 64,40 %  | 42,76 %         |
| Graubünden                       | 47,30 % | 52,70 %  | 40,24 %         |
| Aargau                           | 39,69 % | 60,31 %  | 42,05 %         |
| Thurgau                          | 34,39 % | 65,61 %  | 41,97 %         |
| Tessin                           | 47,15 % | 52,85 %  | 43,64 %         |
| Waadt                            | 57,09 % | 42,91 %  | 42,49 %         |
| Wallis                           | 46,70 % | 53,30 %  | 41,90 %         |
| Neuenburg                        | 63,15 % | 36,85 %  | 38,40 %         |
| Genf                             | 56,77 % | 43,23 %  | 40,69 %         |
| Jura                             | 64,90 % | 35,10 %  | 36,17 %         |
| Schweizerische Eidgenossenschaft | 45,44 % | 54,56 %  | 44,13 %         |